# Pokrzywnica (powiat pułtuski)
Pokrzywnica – wieś w Polsce, położona w województwie mazowieckim, w powiecie pułtuskim, w gminie Pokrzywnica. 
Lgniąca stanowi część Pokrzywnicy tworząc kolonię w zachodniej części miejscowości.
W XVII wieku własność Pokrzywnickich herbu Grzymała. W latach 1975–1998 miejscowość należała administracyjnie do województwa ciechanowskiego. 
Przez miejscowość przepływa rzeka Pokrzywnica, dopływ Narwi.
Miejscowość ma status sołectwa i jest siedzibą gminy Pokrzywnica.

## Edukacja
W Pokrzywnicy mieści się Publiczna Szkoła Podstawowa. Do obwodu szkoły należą miejscowości: Pokrzywnica, Piskornia, Łosewo, Pomocnia, Budy Obrębskie, Obręb i Obrębek.
Struktura organizacyjna szkoły obejmuje klasy I-VI i oddział przedszkolny.

## Życie religijne

### Kościół
Kościół pw. Matki Boskiej Szkaplerznej ulokowany jest na wzniesieniu, w starej części Pokrzywnicy przy al. Jana Pawła II. Jest kościołem parafialnym Parafii Św. Józefa w Pokrzywnicy.

### Cmentarz
Rzymskokatolicki cmentarz przy al. Jana Pawła II. Cmentarz parafialny z ok. połowy XIX wieku – jest wpisany do gminnej ewidencji zabytków gminy Pokrzywnica.

## Ważniejsze obiekty
- Urząd Gminy, Bank + bankomat 24h
- Urząd Pocztowy
- Ochotnicza Straż Pożarna
- Publiczna Szkoła Podstawowa
- Kościół
- Boisko/Stadion klubu GKS Pokrzywnica

## Kultura

### Biblioteka
Biblioteka gminna (główna) znajduje się w Pokrzywnicy, natomiast jej filia w Dzierżeninie. Księgozbiór obu placówek liczy ponad 24 500 woluminów i jest na bieżąco aktualizowany, zwłaszcza o literaturę popularnonaukową i literaturę piękną. W bibliotece gminnej można nieodpłatnie korzystać z internetu (dostępne 3 komputery).

### Stowarzyszenia
- Lokalna Grupa Działania "Zielone Mosty Narwi"

## Media
W Pokrzywnicy główną rolę mediów spełnia internetowy niezależny serwis informacyjny Pokrzywnica INFO, a także prasa:
- Pułtuska Gazeta Powiatowa
- Tygodnik Pułtuski